# 奧利恩啤酒

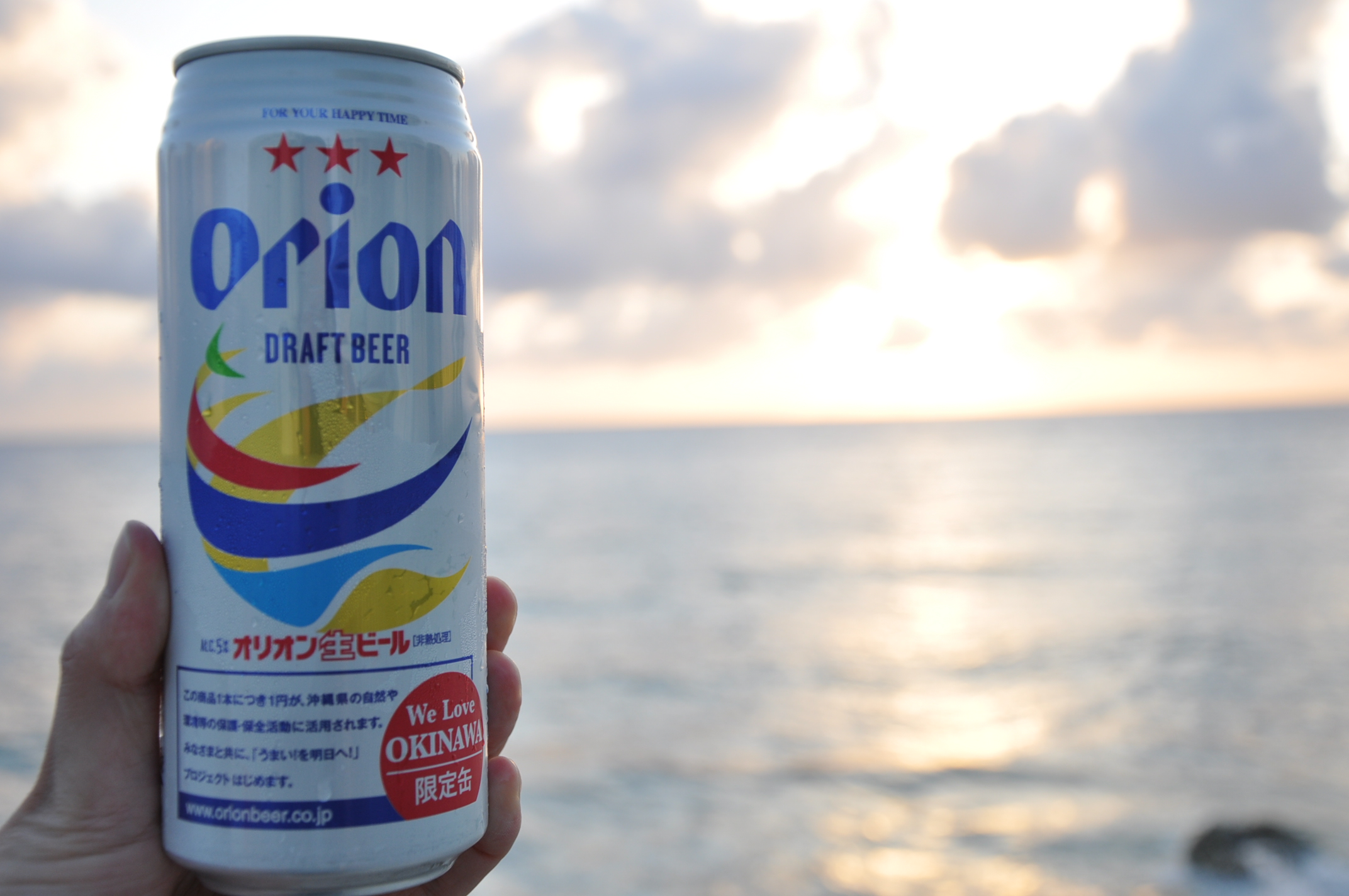
奧利恩啤酒

奧利恩啤酒，又稱獵戶座啤酒（日语：オリオンビール，Orion Beer）是日本的五大啤酒企業之一，總部位於沖繩縣。奧利恩啤酒主要在沖繩縣銷售，在日本啤酒市場的份額只有1%，但也是沖繩縣市場份額最大的啤酒企業，現在仍然佔據沖繩縣約60%以上市場份額。奧利恩啤酒也是沖繩縣最大企業之一。

## 外部連結
- オリオンビール株式会社 （页面存档备份，存于）
- 奧利恩啤酒的X（前Twitter）
- 奧利恩啤酒的Facebook專頁
- 奧利恩啤酒的Instagram帳戶
- YouTube上的奧利恩啤酒頻道
- ホテルロイヤルオリオン （页面存档备份，存于） - 旧・ホテル西武オリオン